# Ихтиофагия
Ихтиофа́гия (от греческих слов греч. ἰχθύς — «рыба» и φάγειν — «поедание») — специализированная форма питания и пищевого поведения некоторых позвоночных и беспозвоночных животных, охотящихся и питающихся рыбой. 
В античные времена ихтиофагами у людей называли «рыбоядные» народности и племена. У животных к ихтиофагам обычно относят типичных хищников, основу питания которых составляет живая рыба.
Термин «ихтиофаги» употребляют главным образом при характеристике типа питания животных. Существуют довольно большие группы водных и полуводных животных в разных классах позвоночных, которые в процессе эволюции адаптировались исключительно к питанию рыбой. Прежде всего это сами рыбы — представители классов хрящевых рыб (Chondrichthyes), лучепёрых рыб (Actinopterygii) и лопастепёрых рыб (Sarcopterygii). У головоногих моллюсков — это многие виды кальмаров и в значительной мере осьминоги и каракатицы. Среди рептилий (Reptilia) — это в основном представители водных черепах и змей, среди птиц (Aves) — главным образом морские птицы, а среди млекопитающих (Mammalia) — водные и полуводные виды, прежде всего морские млекопитающие.
Различают типичных ихтиофагов (облигатные ихтиофаги), у которых рыба составляет основу питания, и временных ихтиофагов (факультативные ихтиофаги), у которых рыба может играть значительную роль в питании лишь в определённые периоды жизни или в конкретный сезон года. Например, представителями типичных ихтиофагов среди кальмаров являются глубоководные виды — гигантский кальмар и антарктический гигантский кальмар; у рыб — обыкновенная щука, барракуды, марлины, жемчужноглазовые; среди рептилий — бахромчатая черепаха, водяной уж, морские змеи и гавиалы; у птиц — бакланы, пеликаны, тупики; среди млекопитающих — дельфины, большинство тюленей и выдры. Факультативными ихтиофагами являются многие медведи, в частности бурый медведь.

## Люди-ихтиофаги
В древней Греции ихтиофагами называли приморские племена, обитавшие по берегам южных морей. Об этих народностях было известно или предполагалось, что они питались главным образом рыбой. Наиболее известные из них приводятся в Словаре Ф. Любкерта:
1. обитавшие на крайнем востоке — между экватором и Сиамским (Таиландским) заливом Южно-Китайского моря на территории Индокитая и Малайского полуострова;
2. на берегу Гедросии у Эритрейского моря — древнее название местности, соответствующей современному Белуджистану (Иран и Пакистан) на берегу Оманского залива;
3. на северо-восточном берегу Счастливой Аравии у Персидского залива (соответствует современной Йеменской республике, а также Красному морю и Аденскому заливу);
4. в африканской местности Троглодитике у Аравийского залива выше Египта и Эфиопии (современное западное побережье Красного моря, принадлежащее Египту);
5. на западной стороне Африки в районе нынешней Гамбии.

Значительно позднее, начиная с XVII века, в России появились первые сведения о «рыбьекожих людях» из Приамурья, Сахалина и других районов Дальнего Востока — народностях, которые в основном питались морской и пресноводной рыбой и носили одежды из рыбьих кож.

## Животные-ихтиофаги
- Головоногие моллюски-ихтиофаги
- Рыбы-ихтиофаги
- Рептилии-ихтиофаги
- Птицы-ихтиофаги
- Млекопитающие-ихтиофаги